# Kanton Vannes-Centre

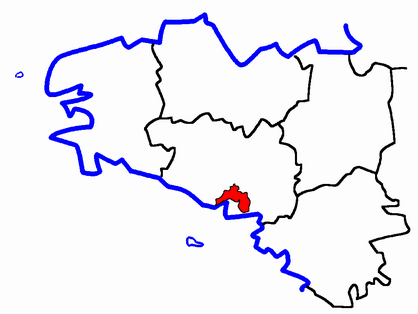
Die Kantone Vannes-Centre, Vannes-Est und Vannes-Ouest

Der Kanton Vannes-Centre war von 1982 bis 2015 ein französischer Kanton im Arrondissement Vannes, im Département Morbihan und in der Region Bretagne.
Der Kanton Vannes-Centre umfasste die zentralen Stadtviertel der Stadt Vannes. 

## Geschichte
Der Kanton entstand 1982 durch die Aufteilung des Kantons Vannes in die Kantone Vannes-Centre, Vannes-Est und Vannes-Ouest. Mit der Neugliederung der Kantone im Jahr 2015 wurde er aufgelöst.

## Bevölkerungsentwicklung
| 1990   | 1999   | 2006   | 2012   |
| ------ | ------ | ------ | ------ |
| 23.358 | 24.905 | 25.782 | 24.612 |